# Hasso Grabner
Hasso Grabner (* 21. Oktober 1911 in Leipzig; † 3. April 1976 in Werder) war ein deutscher antifaschistischer Widerstandskämpfer, Wirtschaftsfunktionär der DDR und Schriftsteller.

## Leben

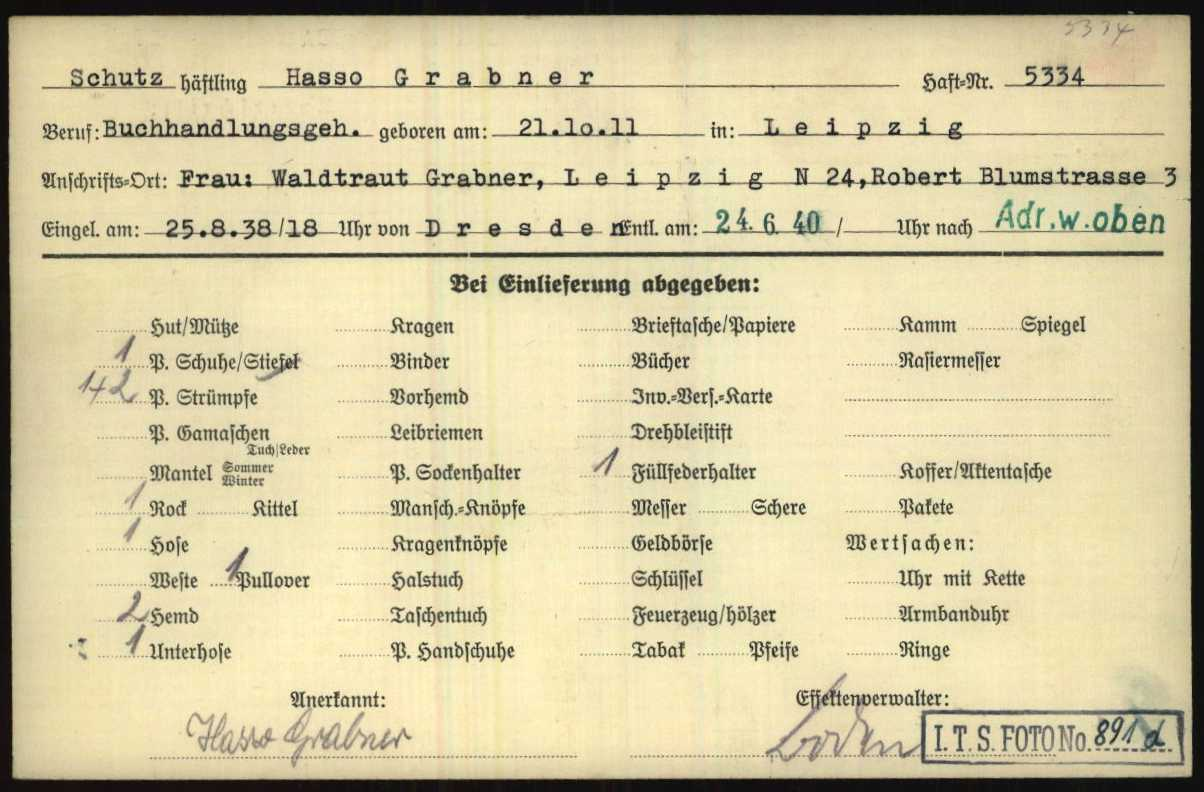
Effektenkarte von Hasso Grabner als Gefangener im nationalsozialistischen Konzentrationslager Buchenwald

Geboren in eine Arbeiterfamilie absolvierte Grabner nach dem Besuch der Mittelschule eine Lehre als Buchhändler. Er schloss sich 1929 dem KJVD an, ein Jahr später der KPD. Nach 1933 leistete er illegale antifaschistische Widerstandsarbeit. Er wurde 1934 verhaftet und 1935 zu vier Jahren Zuchthaus verurteilt, die er bis 1938 im Zuchthaus Waldheim verbüßte. Anschließend wurde er bis 1940 in das KZ Buchenwald überstellt. 1942 kam er ins Strafbataillon 999. Nachdem er mit dem Strafbataillon durch weite Teile Westeuropas gezogen war, wurde Grabner auf Korfu stationiert, wo er in dem Ort Karousades als Funker arbeitete. Grabner half im Geheimen griechischen Partisanen und warnte die Juden der Insel vor der Deportation. Er wurde mit Erschießung bedroht, konnte jedoch überleben und erwarb beim verlustreichen Rückzug der Wehrmacht aus Griechenland sogar das Eiserne Kreuz. Später setzte er sich in Sarajevo von seiner Truppe ab und kehrte auf eigene Faust über Österreich nach Leipzig zurück.
Nach dem Krieg beteiligte er sich am Aufbau der Jugendausschüsse und der FDJ und schloss sich 1946 der SED an. Im April/Mai 1946 war er Intendant des Mitteldeutschen Rundfunks und von 1946 bis 1948 Regierungsrat in der Landesregierung Sachsen. Dann wechselte er in die Industrie und war von 1948 bis 1951 Hauptdirektor der VESTA (Vereinigung Volkseigener Stahlwerke), 1951 kurzzeitig Hauptabteilungsleiter im Amt für Reparationen und von 1951 bis 1952 Werkleiter im VEB Guss Köthen. Nach mehreren Parteistrafen wegen vermeintlicher politisch-ideologischer Unzuverlässigkeit und wechselnden Tätigkeiten, u. a. 1955/56 als Leiter des Aufbaustabes des Kombinats Schwarze Pumpe und 1956/57 als Personalchef im Konstruktions- und Ingenieurbüro Leipzig, war er seit 1958 freischaffender Schriftsteller.
Von 1955 bis 1957 absolvierte er ein Fernstudium am Literaturinstitut „Johannes R. Becher“. Er gehörte zu den Autoren des Bitterfelder Wegs. Seit 1961 wurde er vom MfS überwacht, nach dem 11. Plenum des ZK der SED 1965 erhielt er ein vorübergehendes Berufsverbot.
Er war in zweiter Ehe mit der Schriftstellerin Sigrid Grabner verheiratet.
Der Schriftsteller Francis Nenik verfasste 2018 unter dem Titel Reise durch ein tragikomisches Jahrhundert eine literarische Biografie Grabners. Das Buch wurde für mehrere Preise nominiert und 2020 ins Englische übersetzt.

## Werke (Auswahl)
- In memoriam Pfarrer Schneider, In: Das war Buchenwald! Ein Tatsachenbericht, Leipzig 1945
- Der Takt liegt auf dem linken Fuß, Aufbau Verlag, Berlin 1958
- Der Streit um die Partisanen, Verlag des Ministeriums für Nationale Verteidigung, Berlin 1958
- Fünfzehn Schritte gradaus, Gedichte. Aufbau Verlag. Berlin 1959
- Die Sieger, Ein Spiel von der Zukunft, in der wir schon leben. VEB Friedrich Hofmeister Musikverlag. Leipzig 1959
- Wer verschenkt schon seinen Sieg?, Ein Spiel von der Zukunft, in der wir schon leben. Verlag Tribüne. Berlin 1960
- Am Baugerüst unserer Welt, Gedichte. Aufbau Verlag. Berlin 1960
- Das Tagebuch der Brigade Georg Schlimme, Laienspiel. VEB Friedrich Hofmeister Musikverlag. Leipzig 1960
- Der Mann mit der gelben Tasche, Deutscher Militärverlag, Berlin 1962
- Justizmord in Dedham, Deutscher Militärverlag, Berlin 1962
- Der Weg nach Hause, Deutscher Militärverlag, Berlin 1963
- Das Schiff im Dunkeln, Deutscher Militärverlag, Berlin 1964
- Panzerschiff „Zeven Provincien“, Deutscher Militärverlag, Berlin 1965
- Abrechnung mit dem Teufel, Deutscher Militärverlag, Berlin 1967
- Die Zelle, Roman. Mitteldeutscher Verlag, Halle 1968
- Anka und der große Bär, Verlag Neues Leben, Berlin 1969
- Mit falschem Pass, Deutscher Militärverlag, Berlin 1969
- Geheimsache Norsk Hydro, Militärverlag der DDR, Berlin 1970, 4. Aufl. 1974, Übersetzungen ins Polnische (3. Aufl. Warschau 1974) und Tschechische (Prag 1977)
- Das Schiff im Dunkeln, Verlag Neues Leben, Berlin 1971
- Kopfsteinpflaster, Mitteldeutscher Verlag, Halle 1973
- Makedonisches Duell, Verlag Das Junge Berlin, 1973
- Schwalbe bitte kommen, Deutscher Militärverlag, Berlin 1974
- VEB Arche Noah, Roman, Mitteldeutscher Verlag, Halle 1975, 2. Aufl. 1976

## Hörspiele
- 1959: Wer verschenkt schon seinen Sieg – Regie: Wolfgang Schonendorf (Rundfunk der DDR)